# Äksi (Kõue)
 Äksi – wieś w Estonii, w prowincji Harju, w gminie Kõue.